# Торпедо (стрип)
Торпедо (или Торпедо 1936)  је измишљени лик којег су створили Енрике Санчез Абули и Џорди Бернет. 

## Историја стрипа
Стрип је започет у сарадњи Енрикеа Санчеза и искусног уметника Алекса Тота. Тот је дао назив стрипу Торпедо, као назив за плаћеног убицу из сленга тридесетих година прошлог века. Алекса Тот је осмислио сам лик и нацртао прве две епизоде стрипа. Тот је прекинуо сарадњу са Абулијем због превеликог насиља у стрипу.  Стрип је доживео свој успех доласком Џордија Бернета, који је у свом стилу цртања погодио суштину самог стрипа, а то је да лик Торпеда буде опак и суров.

## Радња
Радња прати Луку Торелија, познатијег као Торпедо. Лука Торели је рођен 1903. на Сицилији. Потиче из сиромашне породице, побегао је у Њујорк када му је локални мафијашки шеф убио родитеље. У Њујорку је кратко време живео код рођака и радио је као чистач ципела, све док није убио полицајца и одлучио да постане гангстер и плаћени убица.
Он је најбољи егзекутор, чије се услуге могу купити у Чикагу, тридесетих година двадесетог века. Увек носи црну кошуљу, црвену кравату, бело одело, ципеле, шешир марке Стенсон, кожне рукавице и пуши Камел цигаре. Његов мото је: ,,убиј или буди убијен".
Његов партнер је Раскал, сметењак и глупандер, који често хоће да превари свога газду или неког другог, али му то не успева. Он има важну улогу у Торпедовим плановима, у којима он увек извуче дебљи крај.

## Торпедо у Србији
Неколико бројева је 2005. године објавила Стрипотека, а касније је преузео Систем Комикс и објавио три књиге ,,Торпедо" од 2011. године.